# Acrocarpus fraxinifolius
El cedro rosado o lazcar (Acrocarpus fraxinifolius) es una planta de la familia Fabaceae. Es la única especie del género Acrocarpus.

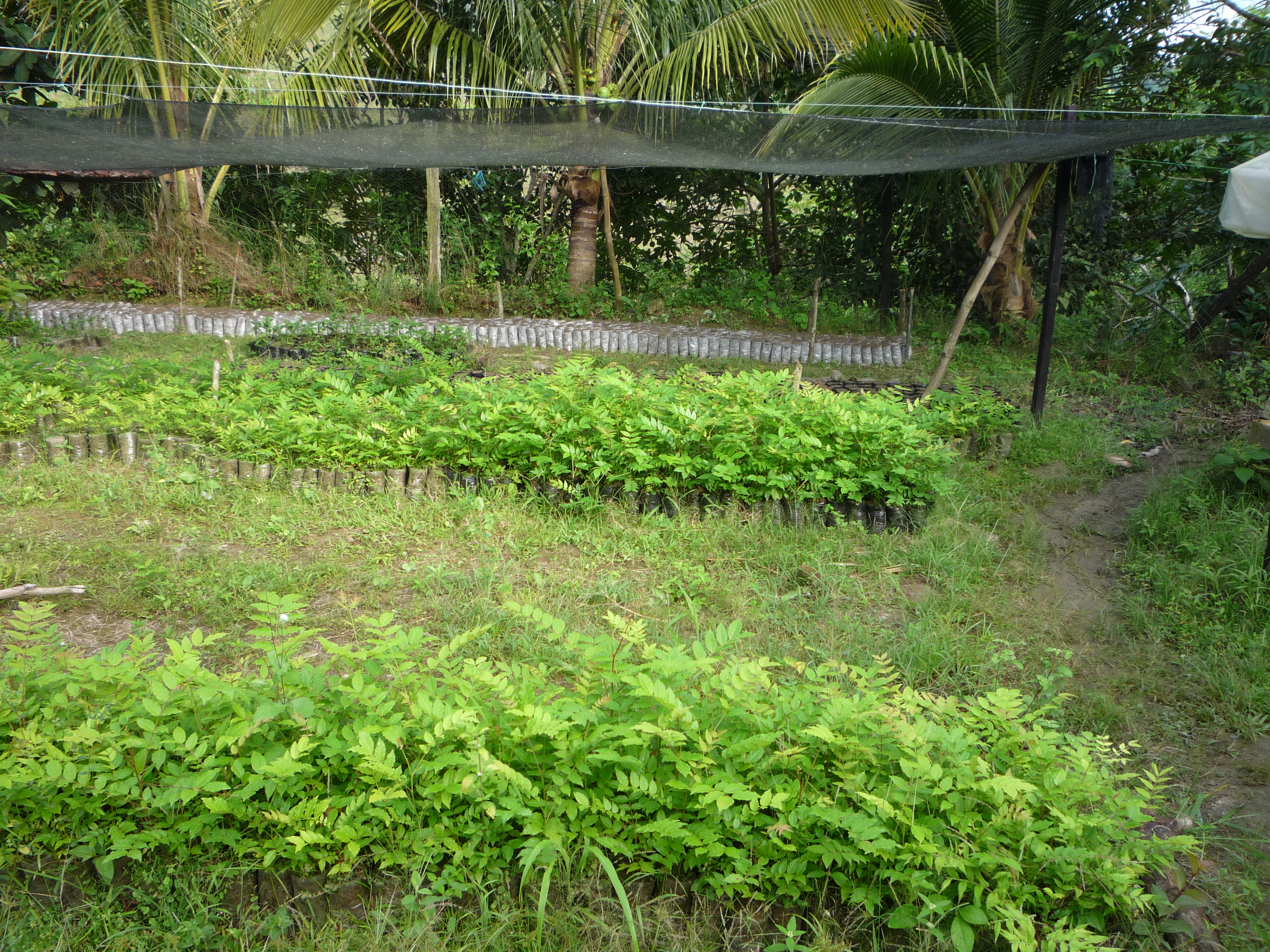
Semillero cedro rosado.

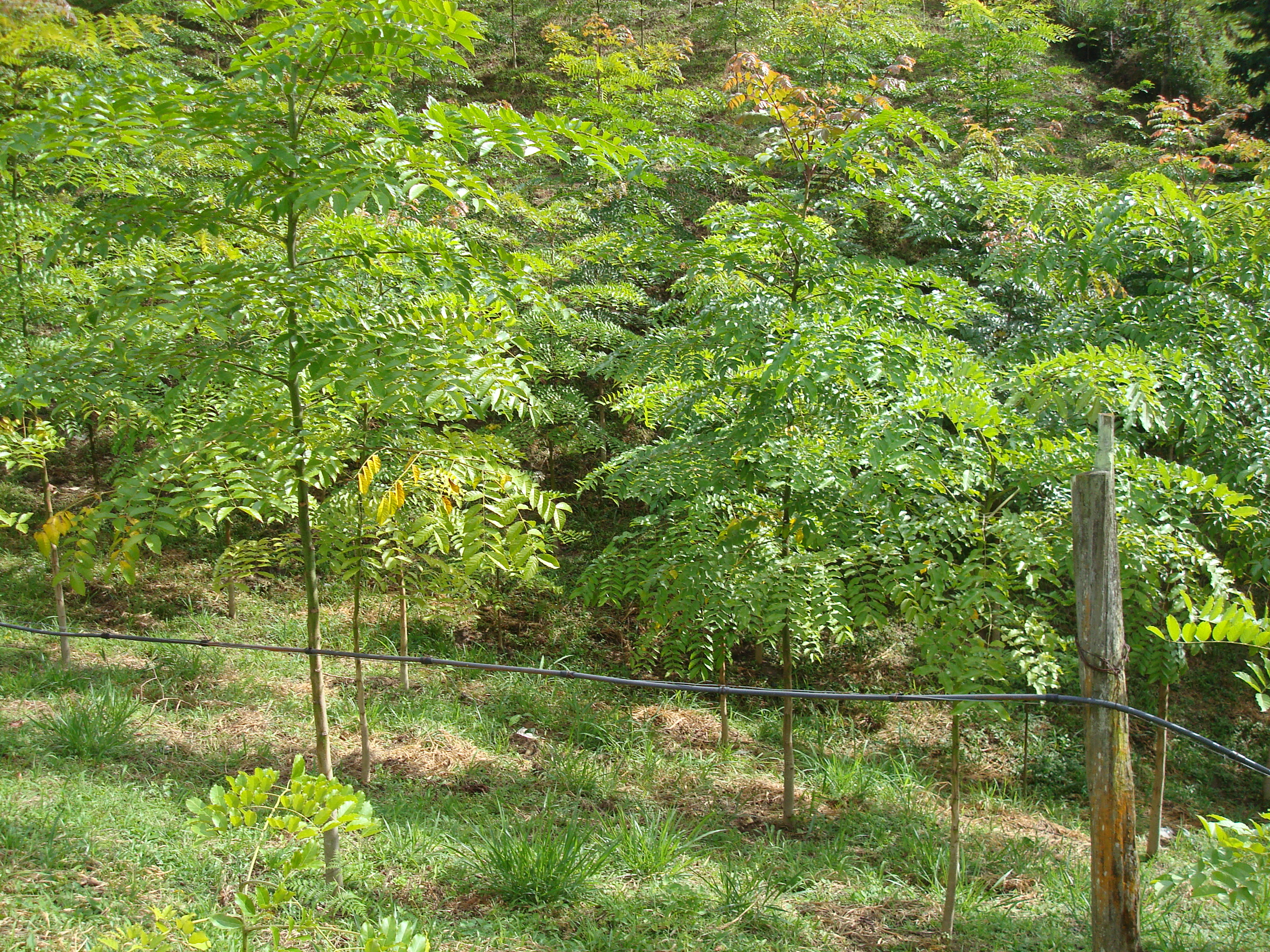
Cedros rosados.

## Descripción
El cedro rosado es nativo del sur de la India; es una variedad de rápido crecimiento y muy útil para proyectos agroforestales. Es un árbol maderable por su consistencia y crecimiento.

## Características
Se cultiva en temperaturas de entre 19 °C a 35 °C, y suelos con un rango de pH de 4 a 8. Soporta períodos de sequía cortos. En estas condiciones puede alcanzar alturas hasta de 30 m, y de 80 cm a 1.10 m de diámetro.
Es un árbol que resiste plagas y diversas enfermedades y, como su raíz es profunda (aproximadamente 4 m), se puede usar con cultivos asociados a partir del tercer año. Es también utilizado como árbol de sombra para las plantaciones de café.
El cedro rosado es un cultivo renovable, ya que por su capacidad de rebrote soporta hasta cuatro cortes en su etapa maderable, que está comprendida entre los 7 a 10 años. Por lo tanto, es una plantación para 40 años, aproximadamente.

## Usos
El cedro rosado puede utilizarse en la fabricación de celulosa en su edad de tres años; y, a partir del cuarto año, su madera puede ser utilizada para cajas de empaque. Las maderas se comercializan por su variedad de vetas y colores, lo cual lo hace apto para la fabricación de muebles y todos los productos de la industria maderera, ya que su madera es muy durable, pesada, dura y compacta, es fácil de trabajar y apropiada para el torneado, tallado y pulido.

## Taxonomía
Acrocarpus fraxinifolius fue descrita por George Arnott Walker-Arnott y publicado en Magazine of Zoology and Botany 2: 547–548. 1838.
Sinonimia
- Acrocarpus combretiflorus Teijsm. & Binn.
- Acrocarpus fraxinifolius var. guangxiensis S.L.Mo & Y.Wei
- Acrocarpus grandis (Miq.) Miq.
- Mezoneurum grande Miq.[3]

## Imágeness

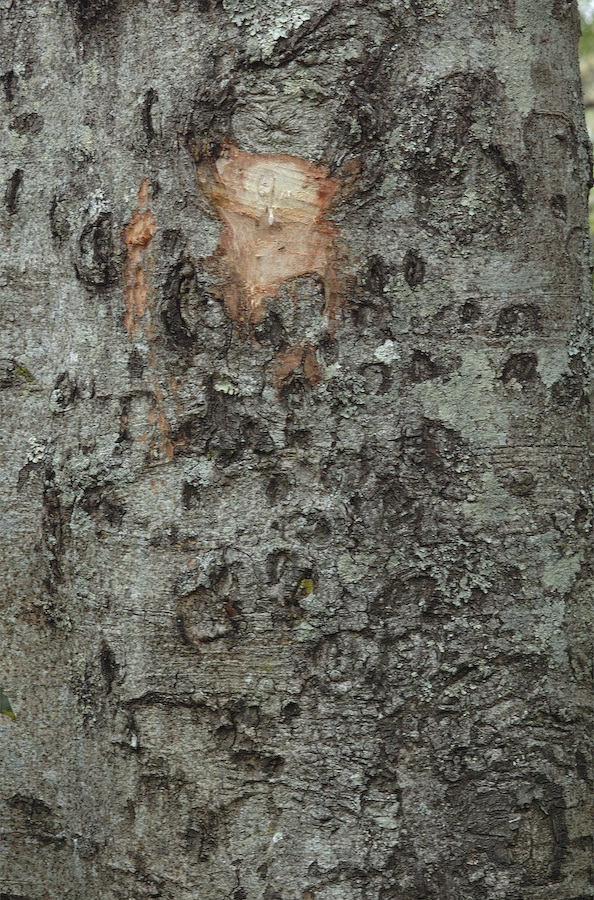
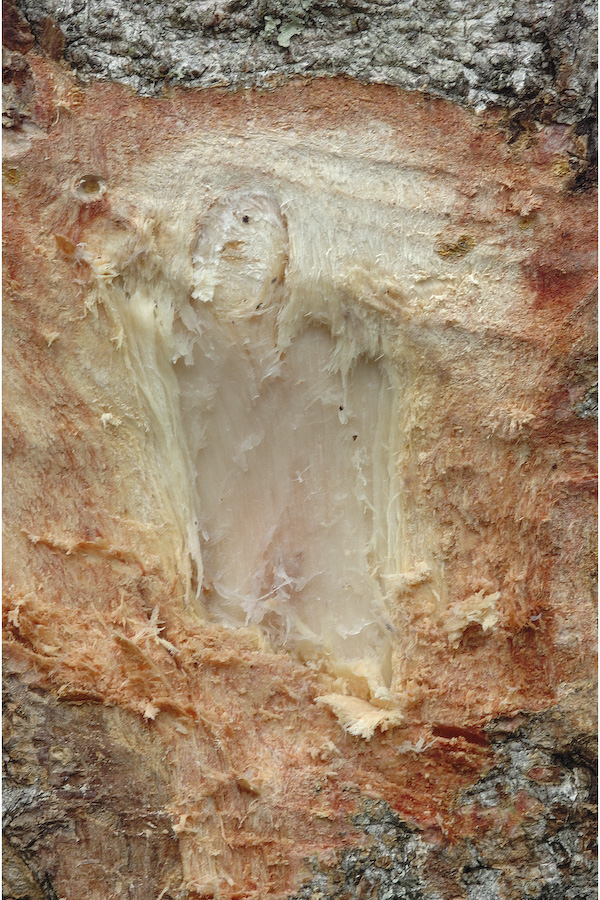
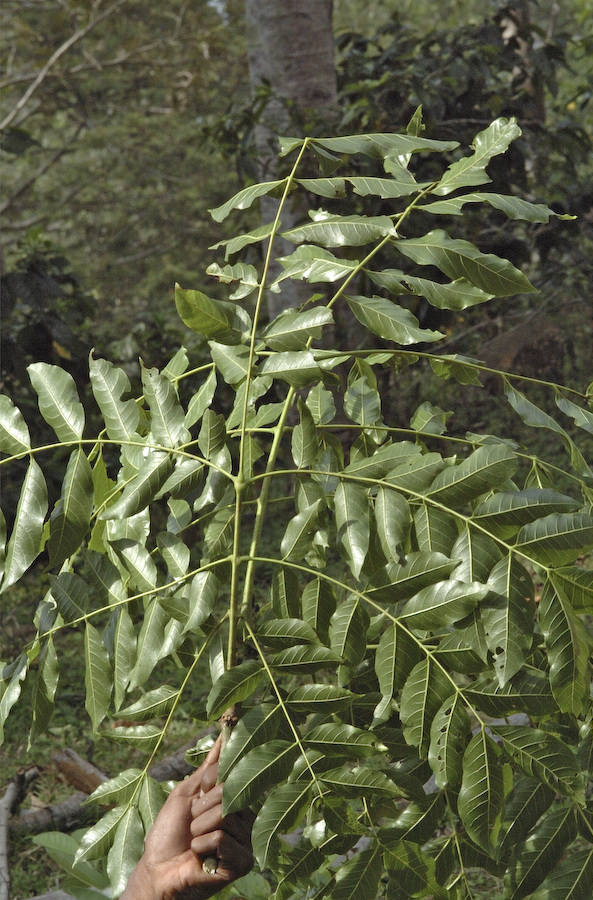
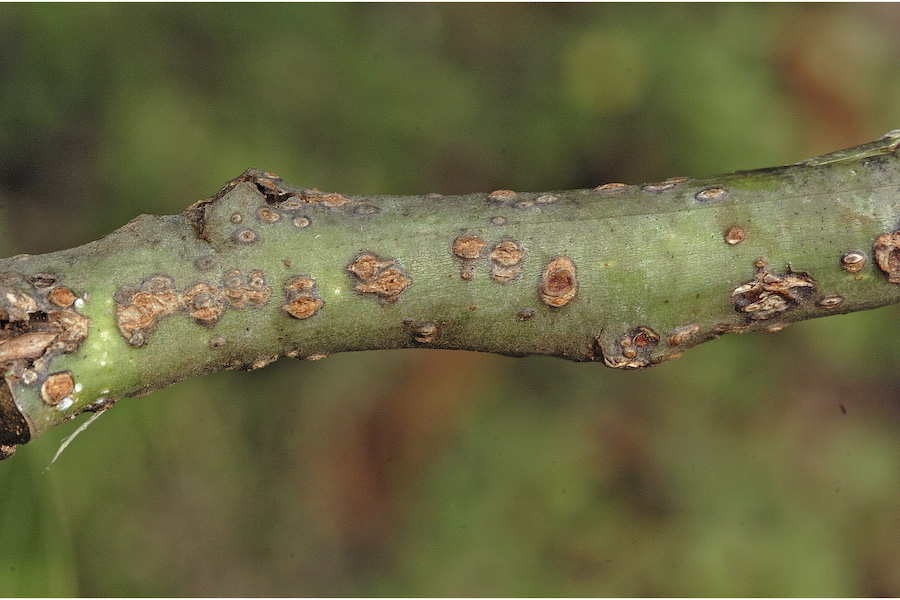
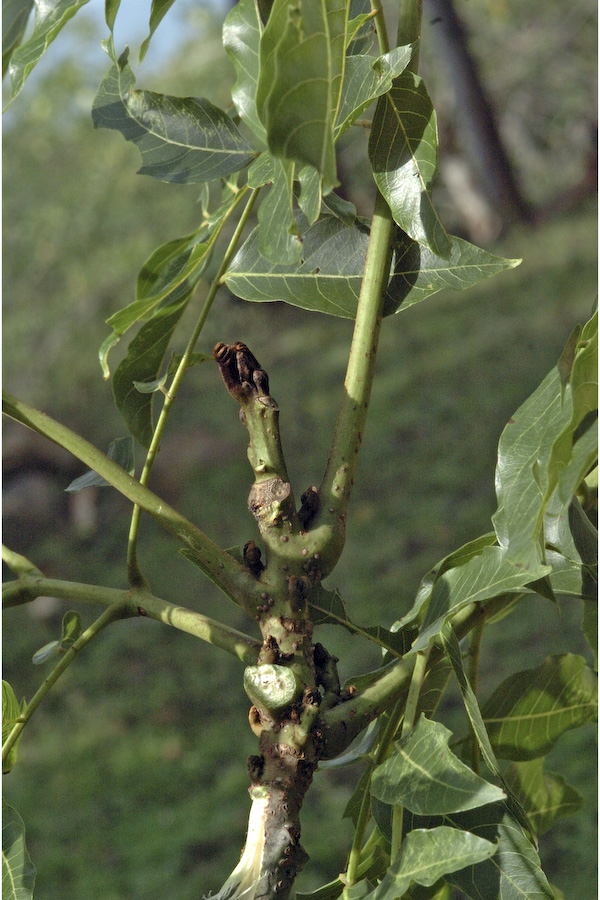
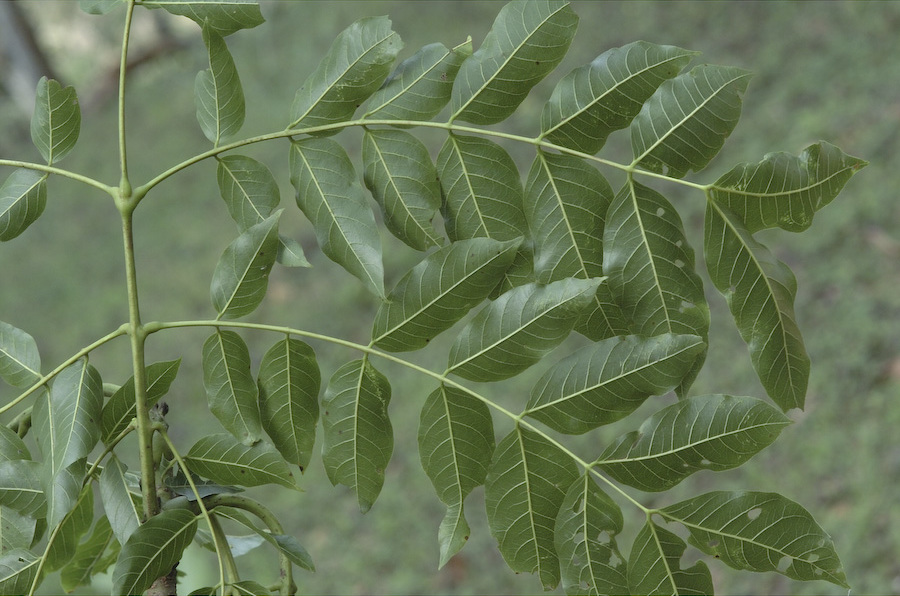
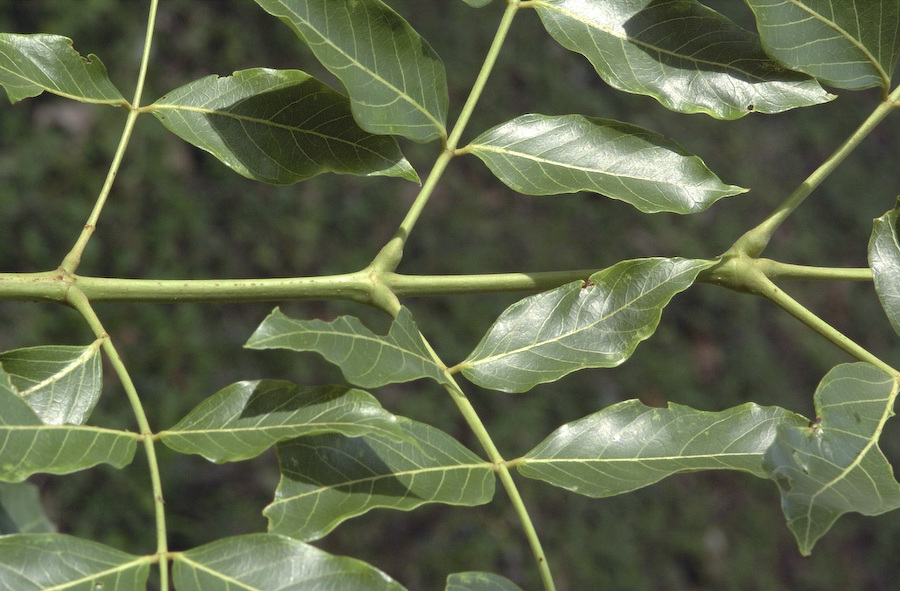
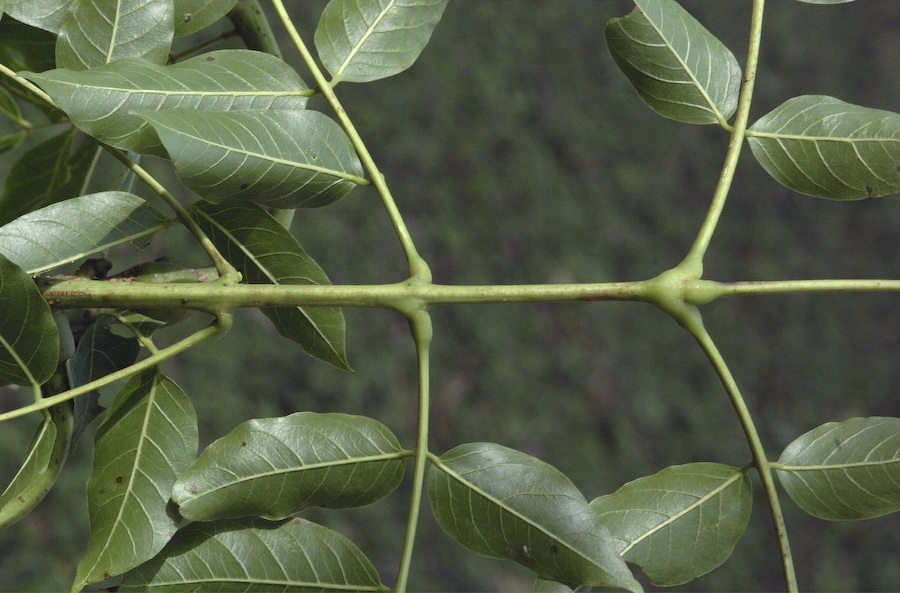
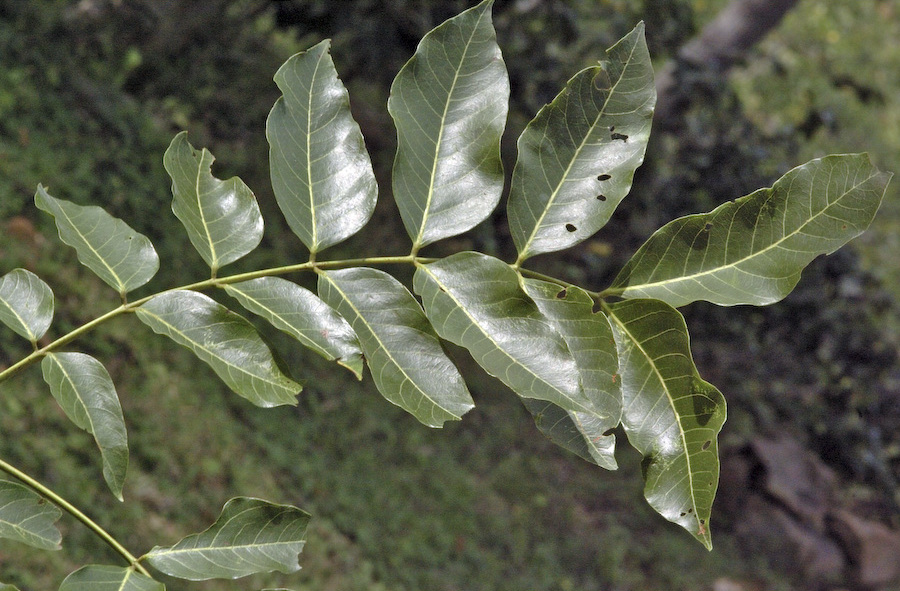
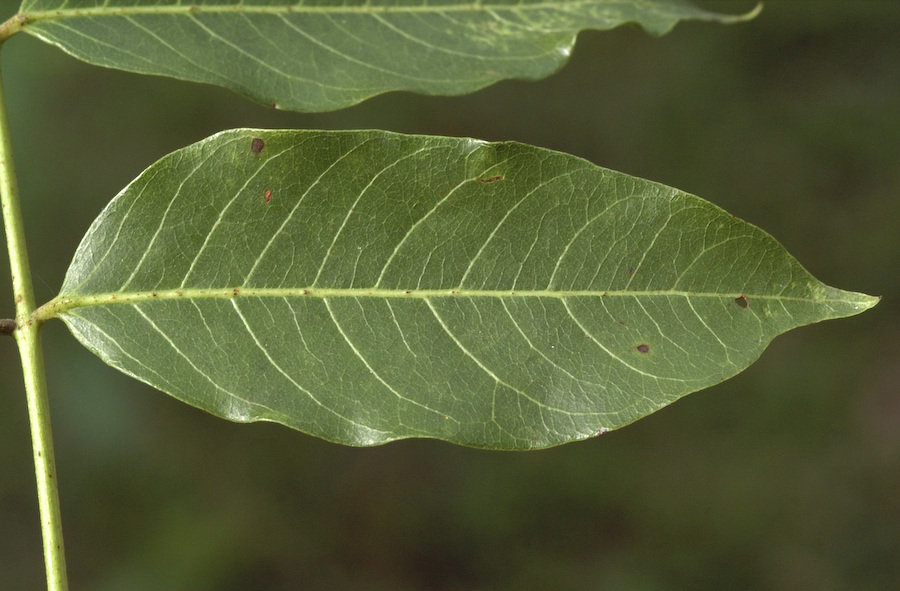
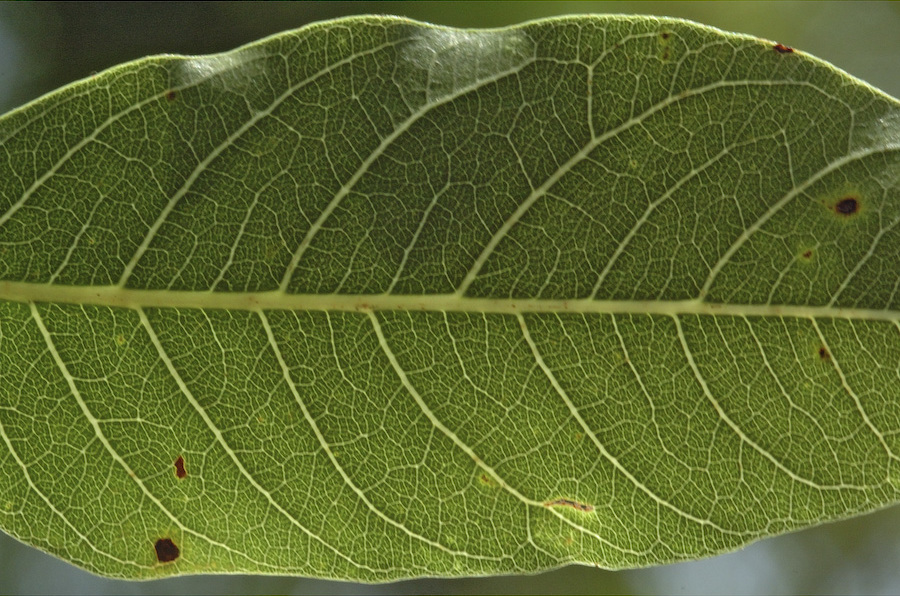